# Henning Rümenapp

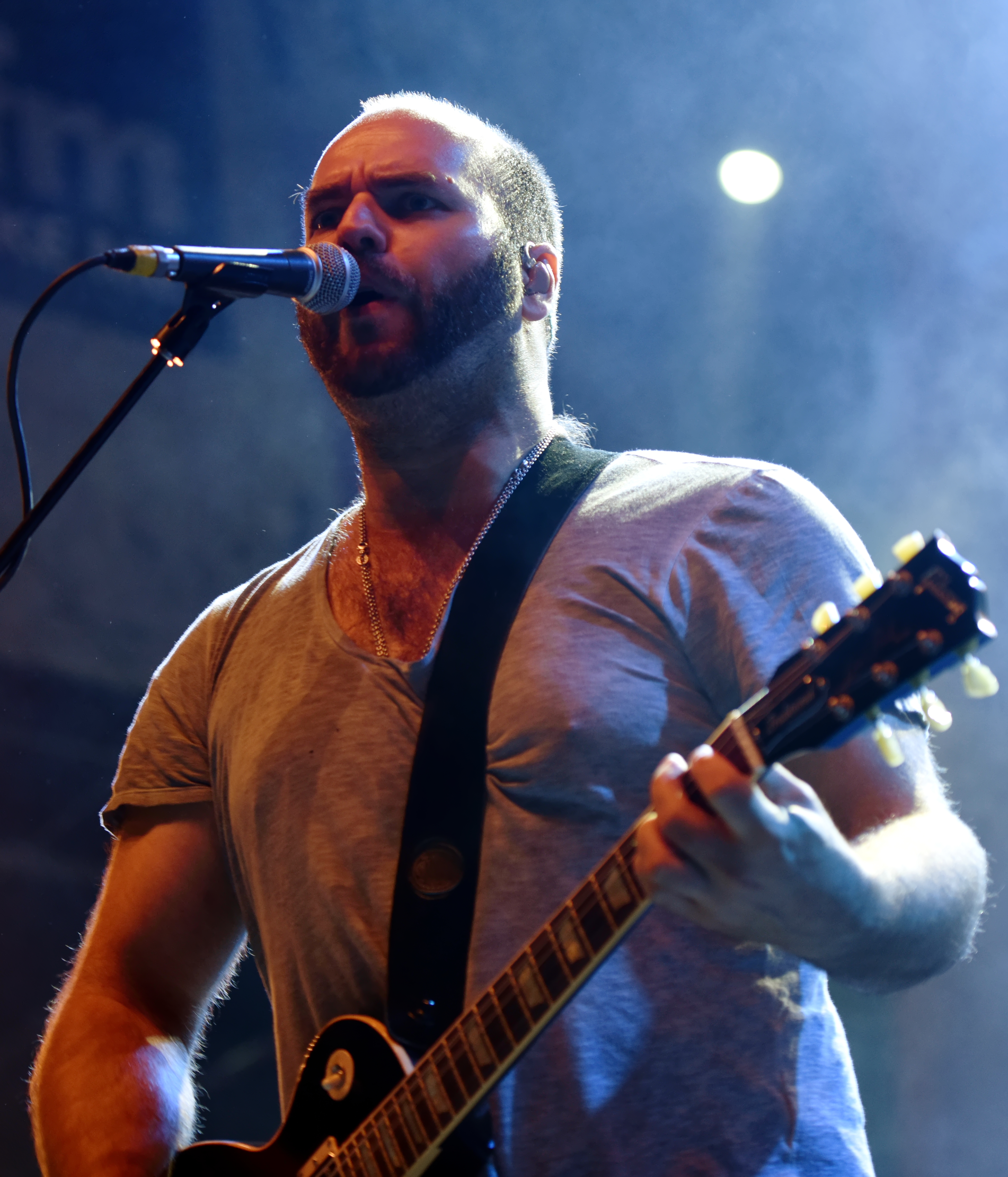
Henning Rümenapp beim Auftritt der Guano Apes im August 2015 auf dem Open Flair

Henning Rümenapp (* 23. April 1976 in Northeim) ist ein deutscher Musiker, Produzent, Dozent und Gitarrist der Guano Apes.

## Leben
Henning Rümenapp gründete 1994 mit Dennis Poschwatta und Stefan Ude die Band Guano Apes.
Er machte Abitur und absolvierte Zivildienst.

## Leistungen
Mit dem Debütalbum Proud Like a God wurde er mit den Guano Apes ab 1998 international bekannt. Bis 2005 spielte er mit ihnen Alben ein und ging mit auf Tourneen. 1999 wurde Rümenapp Geschäftsführer, Teilhaber und Produzent des Horus Sound Studio in Hannover. Er ist Mitglied in der Musikkommission des Landes Niedersachsen, Dozent der Popakademie Mannheim, am Popinstitut Hannover sowie als Coach tätig.
2006 gründete er die Band iO. Als Gastmusiker wirkte er auf dem Album Mensch von Herbert Grönemeyer mit.